# Diosdado Miko Eyanga
Diosdado Miko Eyanga (* 10. Oktober 1990) ist ein äquatorialguineischer Schwimmer.

## Karriere
Miko Eyanga nahm erstmals 2019 im Rahmen der Weltmeisterschaften in Gwangju an internationalen Schwimmwettkämpfen teil. Zwei Jahre später folgte die Teilnahme an den Olympischen Spielen in Tokio. Dort erreichte er über 50 m Freistil Rang 73.